# Orzechowo (Stare Juchy)
Orzechowo (deutsch Orzechowen, 1924 bis 1945 Nußberg) ist ein Dorf in der polnischen Woiwodschaft Ermland-Masuren, das zur Gmina Stare Juchy (Landgemeinde (Alt) Jucha, 1938 bis 1945 Fließdorf) im Powiat Ełcki (Kreis Lyck) gehört.

## Geographische Lage
Orzechowo liegt am Westufer des Sonntag-Sees (polnisch Jezioro Szóstak) in der östlichen Woiwodschaft Ermland-Masuren, 21 Kilometer nordwestlich der Kreisstadt Ełk (deutsch Lyck).

## Geschichte
Das um 1785 Groß Orzechowen, um 1818 Groß Orzechowo und bis 1924 Orzechowen genannte Dorf wurde 1538 gegründet. 1858 bildete sich südwestlich des Dorfes gelegen ein Gut, das dann als Ortsteil namens  „Schönfeld“ (polnisch Skopnik, heute in Orzechowo aufgegangen) bis 1945 zu Orzechowen gehörte. 
Am 27. Mai 1874 wurde Orzechowen Amtsdorf und damit namensgebend für den Amtsbezirk mit sieben Dörfern im Kreis Lyck im Regierungsbezirk Gumbinnen (ab 1905: Regierungsbezirk Allenstein) in der preußischen Provinz Ostpreußen. Doch zwischen 1898 und 1908 wurde der Amtsbezirk Orzechowen in „Amtsbezirk Neu Jucha“ umgewandelt, der ab 1929 „Amtsbezirk Jucha“ und von 1938 bis 1945 „Amtsbezirk Fließdorf“ hieß.
Im Jahr 1910 zählte Orzechowen 599 Einwohner. Aufgrund der Bestimmungen des Versailler Vertrags stimmte die Bevölkerung im Abstimmungsgebiet Allenstein, zu dem Orzechowen gehörte, am 11. Juli 1920 über die weitere staatliche Zugehörigkeit zu Ostpreußen (und damit zu Deutschland) oder den Anschluss an Polen ab. In Orzechowen stimmten 420 Einwohner für den Verbleib bei Ostpreußen, auf Polen entfielen keine Stimmen.
Am 27. Juni 1924 wurde das Dorf in „Nußberg“ umbenannt. Die Zahl der Einwohner belief sich 1933 auf 599 und verringerte sich bis 1939 auf 497.
Mit dem gesamten südlichen Ostpreußen kam das Dorf 1945 in Kriegsfolge zu Polen und erhielt die polnische Namensform „Orzechowo“. Heute ist der Ort Sitz eines Schulzenamtes (polnisch Sołectwo) und somit eine Ortschaft im Verbund der Landgemeinde Stare Juchy ((Alt) Jucha, 1938 bis 1945 Fließdorf) im Powiat Ełcki (Kreis Lyck), bis 1998 der Woiwodschaft Suwałki, seither der Woiwodschaft Ermland-Masuren zugehörig.

### Amtsbezirk Orzechowen
Von 1874 bis etwa 1898/1908 bestand der Amtsbezirk Orzechowen, als er in den „Amtsbezirk Neu Jucha“ umgewandelt wurde:
| Name          | Änderungsname 1938 bis 1945 | Polnischer Name |
| ------------- | --------------------------- | --------------- |
| Alt Krzywen   | (ab 1936:) Alt Kriewen      | Stare Krzywe    |
| Kaltken       | Kalthagen                   | Kałtki          |
| Klein Krzywen | (ab 1929:) Grünsee          | Nowe Krzywe     |
| Olschöwen     | Frauenfließ                 | Olszewo         |
| Orzechowen    | (ab 1924:) Nußberg          | Orzechowo       |
| Panistrugga   | (ab 1927:) Herrnbach        | Panistruga      |
| Plowczen      | Plötzendorf                 | Płowcze         |

## Religionen
Orzechowen war bis 1945 in die evangelische Kirche Jucha (Fließdorf) in der Kirchenprovinz Ostpreußen der Kirche der Altpreußischen Union sowie in die römisch-katholische Kirche Lyck (polnisch Ełk) im Bistum Ermland eingepfarrt.
Heute gehört Orzechowo katholischerseits zur Pfarrei Stare Juchy im Bistum Ełk der Römisch-katholischen Kirche in Polen. Die evangelischen Einwohner halten sich zur Kirchengemeinde in der Kreisstadt Ełk, einer Filialgemeinde der Pfarrei Pisz (deutsch Johannisburg) in der Diözese Masuren der Evangelisch-Augsburgischen Kirche in Polen.

## Verkehr
Orechowo liegt an einer Nebenstraße, die von Stare Juchy bis nach Gawliki Wielkie (Groß Gablick) an der Woiwodschaftsstraße 655 führt. 